# Enfants apprenant à un chat à danser
Enfants apprenant à un chat à danser, ou Des enfants apprennent à un chat à danser (en néerlandais : Kinderen leren een poes dansen) également connu sous le nom de La leçon de danse, est une toile du peintre néerlandais du siècle d'or Jan Steen conservée au Rijksmuseum d'Amsterdam.

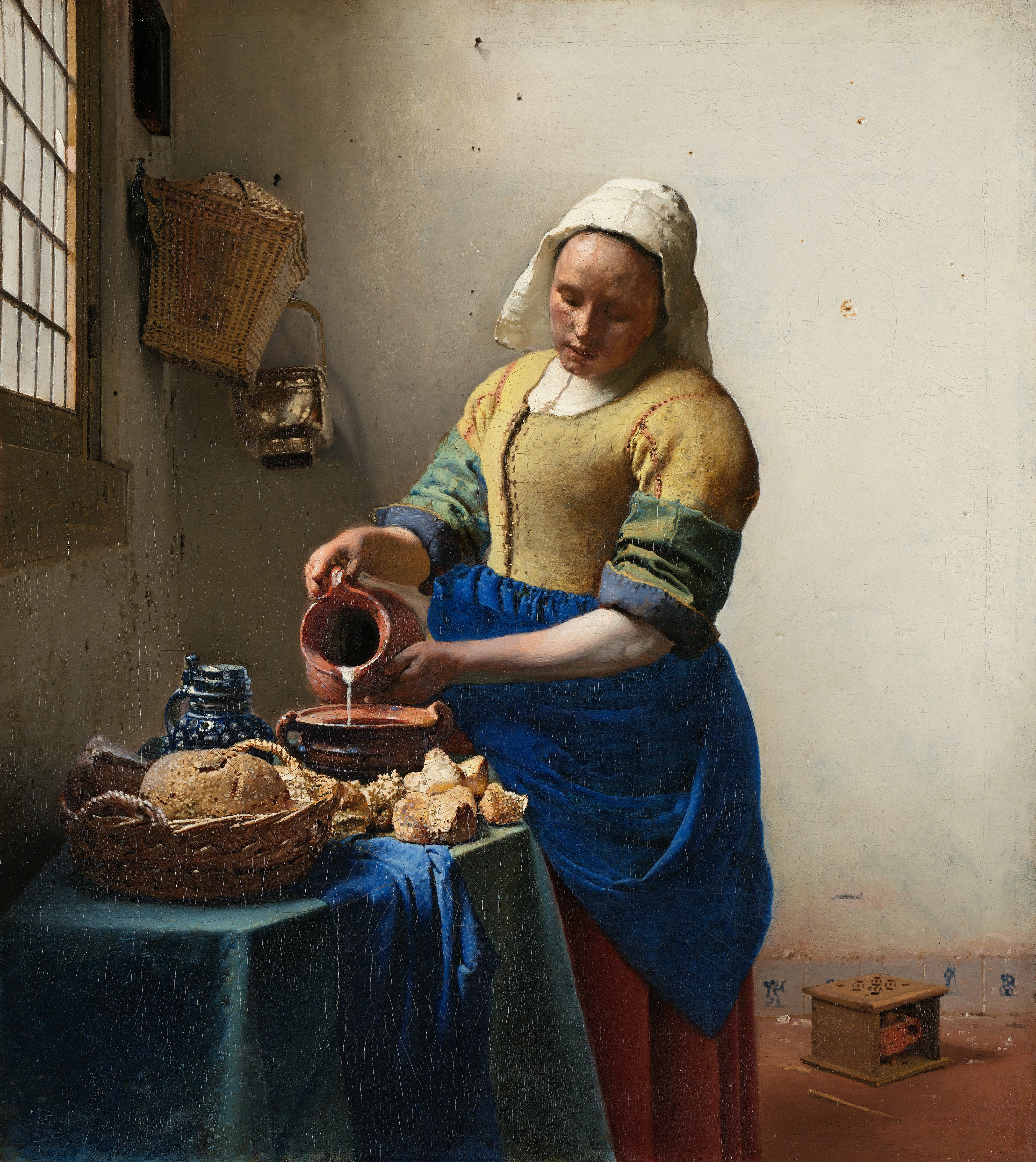
Johannes Vermeer. La Laitière (vers 1660). Amsterdam, Rijksmuseum.

## Liens
- Satire en vermaak. Het genrestuk van Frans Hals en zijn tijdgenoten, 1610-1635, Frans Hals Museum, Haarlem, 20 septembre 2003 - 4 janvier 2004,  (ISBN 90-400-8855-1).
- Miró, The Dutch interiors, Metropolitan Museum of Art, New York, 5 octobre 2010 -7 janvier 2011.